# Midtjyllandi repülőtér
A Midtjyllandi repülőtér (IATA: KRP, ICAO: EKKA) Dánia egyik nemzetközi repülőtere, amely Midtjylland közelében található. Éves utasforgalma 35 804 fő (2022).

## Futópályák
A repülőtér futópályái:
- 09L/27R (3048 m, 23 m, aszfalt)
- 09R/27L (2933 m, 45 m, aszfaltbeton)
- 03/21 (940 m, 18 m, aszfaltbeton)
- 14/32 (782 m, 23 m, aszfaltbeton)

## Forgalom
Az utasforgalom az elmúlt években az alábbi módon változott:
| Utasok száma | 232 286 | 210 776 | 211 465 | 200 159 | 311 435 | 136 007 | 135 975 | 146 262 | 29 188 | 35 804 |
|              | 2001    | 2003    | 2006    | 2008    | 2010    | 2013    | 2015    | 2017    | 2020   | 2022   |